# ای‌بی‌جی
ای‌بی‌جی (انگلیسی: ABG) شرکت خدمات مالی و بانکداری نروژی است، که در سال ۲۰۰۱ تأسیس شد.